# NALP
NALP (انگلیسی: NALP) یکی از انواع گیرنده شبه NOD است. این گیرنده، بخشی از دستگاه ایمنی ذاتی است و ویژگی‌های معمول و غیرمتغیر یک عامل بیماری‌زا همچون پپتیدوگلیکان را شناسایی می‌کند.
تصور بر آن است که NALP قادر است خطر ذاتی را تشخیص داده و آنرا به‌نوعی، با محصولات میکروبی مرتبط سازد، به نحوی که یک پاسخ ایمنی نظیر اینفلامازوم، شامل انتشار بیرونی و خروج یون پتاسیم و فعال‌سازی کاسپاز ۱ رخ دهد.
این گیرنده‌ها را در بروز برخی بیماری‌های خودایمنی دخیل دانسته‌اند، اما در حال حاضر، اطلاعات ناچیزی از ماهیت و عملکرد واقعی آنها در دسترس است.